# La Grande-Motte
La Grande-Motte je zdraviliško naselje in občina v južnem francoskem departmaju Hérault regije Languedoc-Roussillon. Leta 2009 je naselje imelo 8.391 prebivalcev.

## Geografija
Kraj se nahaja v pokrajini Languedoc v laguni Lionskega zaliva zahodno od Aigues-Mortesa, od kopnega ločen z jezeroma Etang de l'Or na severozahodu in Etang du Ponant na severovzhodu. Vzhodno od njega se v Sredozemsko morje izliva 95 km dolga reka Vidourle.

## Uprava
Občina La Grande-Motte je skupaj z občinami Candillargues, Lansargues, Mauguio, Mudaison in Saint-Aunès vključena v kanton Mauguio s sedežem v Mauguiu. Kanton je sestavni del okrožja Montpellier.

## Pobratena mesta
- Hornsea (Anglija, Združeno kraljestvo),
- Hoyo de Manzanares (Madrid, Španija).